# Himara
Himara (görögül: Χιμάρα, latinul: Chimera) kisváros Albánia délnyugati részén, az Albán-Riviérán, a Jón-tenger partján, Vlora megyében. Himara község és Himara alközség székhelye. A 2011-es népszámlálás alapján az alközség, vagyis Himara város népessége 2822 fő.
A Himara hegység tengerbe szakadó meredélyeire települt, nagy múltú városka festői környezete és fövenyes tengerpartja okán kedvelt üdülőhely. Albán és görög nemzetiségű lakói a mezőgazdaságból, a halászatból és a turizmusból élnek.

## Története

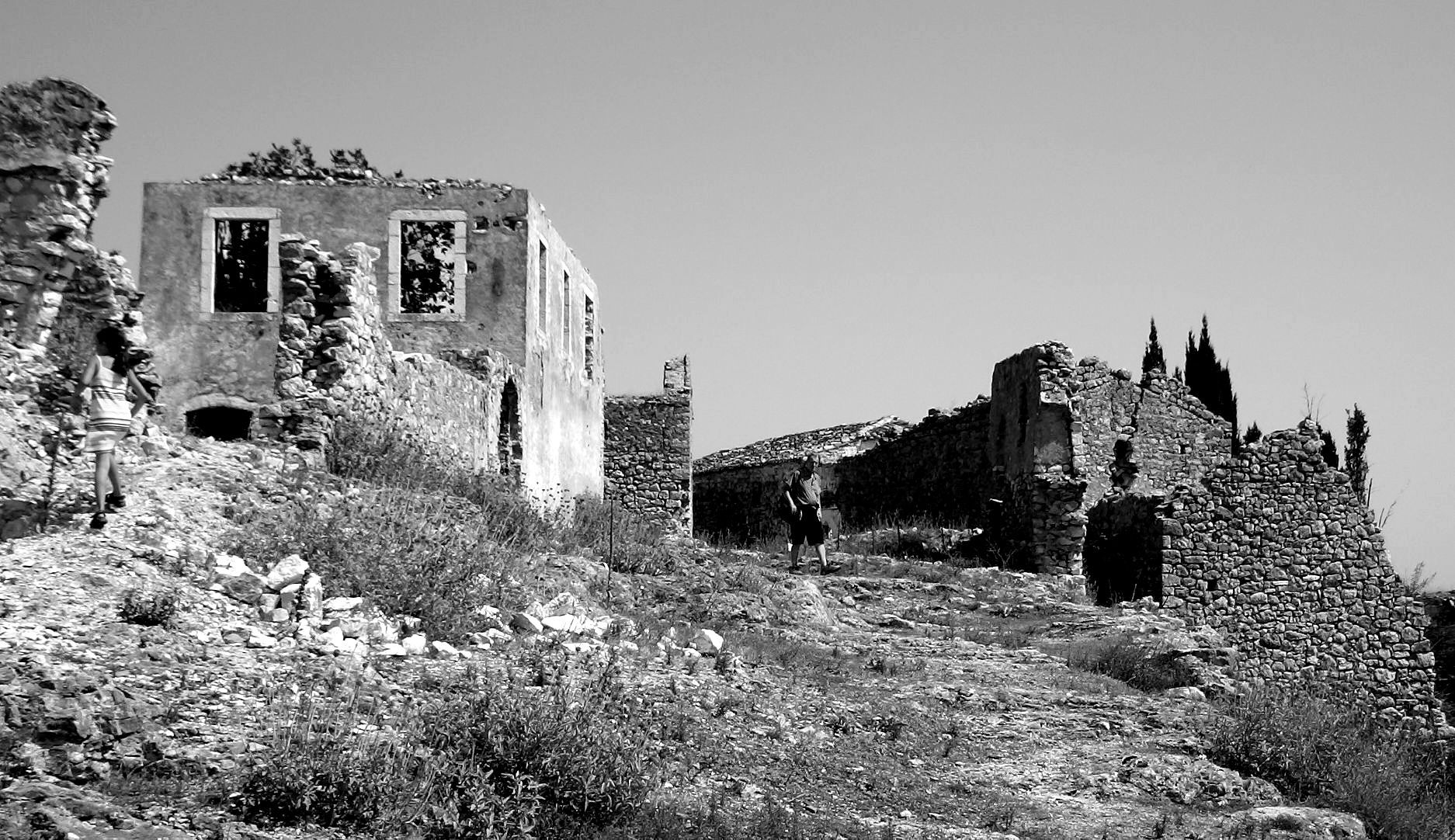
Himara óvárosának romjai

A város elődjét feltehetően khaóniai görögök alapították. i. e. 214-ben a makedón II. Philipposz ostromolta meg, de csak egy hadicsel árán tudta kiverni a védőket a várból. Később az epiróta Pürrhosz foglalta el, majd a Kr. e. 2. században a hódító rómaiak tették a földdel egyenlővé.
Az oszmán terjeszkedés idején a vidék tartotta magától távol a legtovább a törököket. A helyi görögök, a saját püspökséggel rendelkező, ortodox vallású ún. himarióták közül többen beálltak az apja, Kasztrióta György örökébe lépő Gjon Kastrioti seregébe, amely az albán lakta területek visszaszerzését tűzte ki céljául. Később is többször (1488, 1494–1509) fegyverrel ütöttek rajta az oszmán ellenőrizte területeken, s hamarosan mintegy ötven falu a himarióták kezén volt. Nagy Szulejmán megelégelte engedetlenségüket, 1537-ben nagy sereget vezetett ellenük, és kegyetlenül lemészárolta a függetlenségükért harcoló görögöket. E véres hadjáratról számos epikus ének és legenda maradt fenn a görög és az albán szájhagyományban. A szultán a tisztogatást követően elvben elismerte Himara függetlenségét, és különféle engedményeket tett lakóinak: mentesültek az adófizetési kötelezettség alól, saját zászlóik alatt hajózhattak és fegyveresen járhattak-kelhettek a birodalom területén. A 16–17. században az egyezséget felrúgva több szultán is igyekezett bevenni a várost, de a himarióták mindannyiszor visszaverték seregeiket (1571, 1595, 1690, 1713). A 18–19. században élénk kereskedelmi kapcsolatokat ápoltak a nápolyiakkal, velenceiekkel, majd a Jón-szigeteket birtokló Habsburg Birodalommal is.
1799-ben Ali Tepeleni pasa lett a város ura, és a himarióták közül toborozta zsoldoshadserege elitalakulatának tagjait. Az ellenállók közül 6000 férfit kivégeztetett, ugyanakkor kereste is a jó kapcsolatot a helyiekkel: birodalmán belül részleges függetlenséget biztosított nekik, közműveket és templomokat építtetett a vidéken. Két évtizedes uralma után a himarióták az Oszmán Birodalmon belüli enklávéként éltek tovább. 1822–1823-ban a görögöket támogatták függetlenségi harcaikban, s részt vettek a mindent eldöntő meszolongi csatában. Hősiességüket Byron is megörökítette egyik versében.
Az albán függetlenség 1912-es elnyerésével Himara az új Albánia része lett, de 1914 márciusában, Vilmos fejedelem trónra lépésével ismét függetlenné kiáltották ki a vidéket. Az első  világháború során olasz megszállás alatt állt, majd a háborút követően, 1927-ben az albán kormány elfogadta a Himarai Jegyzőkönyvet, amely részleges autonómiát biztosított a helyi görögöknek. Ezt Enver Hoxha idegengyűlölő politikája eltörölte, s a városkában haditengerészeti bázist létesült. A helyi görögök ekkor, majd az 1991-es rendszerváltás után az anyaországba vagy Albánia más területeire vándoroltak.

## Látnivalók
A régmúltból nem sok épület maradt fenn, csupán egy ortodox templom, és Porto Palermóban Ali Tepeleni monumentális erődje. Az új városnegyed csinos tengerparti sétányával az óváros melletti öböl partján terül el. A vidék megtekintésre érdemes települései Dhërmi, Qeparo, Borsh.